# Петру Гроза
Петру Гроза (рум. Petru Groza; 7 грудня 1884, Беча — 7 січня 1958, Бухарест) — румунський політик. Голова першого маріонеткового уряду Румунії в часи сталінської окупації.

## Біографія
Петру Гроза був великим поміщиком і власником значного статку, проте, в зрілому віці він відмовився від підтримки уряду Румунії й свого майна і очолив найбільшу в країні селянську організацію «Фронт землеробів».
Під час Другої світової війни боровся проти режиму в Румунії, а після перемоги став прем'єр-міністром «коаліційного уряду» Румунії в 1945–1952, пізніше — головою Державної ради Румунії. Проводив політику, спрямовану на встановлення в країні комуністичної диктатури, що спиралася на багнети радянських окупаційних військ. 30 грудня 1947 добився усунення короля навіть від представницької влади. Не зважаючи на прихильність ідеям комунізму, в партію так і не вступив.